# Angola na Letnich Igrzyskach Olimpijskich 1992
Angolę na Letnich Igrzyskach Olimpijskich 1992 reprezentowało 28 zawodników, 25 mężczyzn i 3 kobiety.

## Skład kadry

### Boks
Mężczyźni
- waga półśrednia : Francisco Moniz

### Judo
Mężczyźni
- do 60 kg : Francisco de Souza
- do 71 kg : José Maria de Jesús
- do 78 kg : João de Souza
- do 95 kg : Moisés Torres

### Koszykówka
Mężczyźni
- Benjamim João Romano
- Herlander Coimbra
- Jean-Jacques da Conçeicão
- Victor de Carvalho
- David Dias
- José Carlos Guimarães
- Paulo Macedo
- Aníbal Moreira
- Nelson Sardinha
- Manuel Sousa
- Ângelo Victoriano
- Benjamim Ucuahamba

Drużynowo (10. miejsce)

### Lekkoatletyka
Mężczyźni
- 100 m : Afonso Ferraz
- 400 m : João Francisco Capindica
- 800 m : João N'Tyamba
- 1500 m : João N'Tyamba
- trójskok : António dos Santos

Kobiety
- bieg na 1500 m : Ana Isabel Elias
- bieg na 3000 m : Ana Isabel Elias

### Pływanie
Mężczyźni
- 50 m stylem wolnym : Pedro Lima
- 100 m stylem grzbietowym : Pedro Lima

Kobiety
- 50 m stylem wolnym : Elsa Freire
- 100 m stylem wolnym : Elsa Freire
- 100 m stylem klasycznym : Nadia Cruz
- 100 m stylem klasycznym : Nadia Cruz

### Żeglarstwo
Mężczyźni
- klasa finn : João Neto
- 470 : Eliseu Ganda, Luvambu Filipe